# Анди Бригс
Анди Бригс (на английски: Andy Briggs) е английски сценарист и писател, автор на бестселъри в жанровете фентъзи, трилър и научна фантастика за юноши.

## Биография и творчество
Анди Бригс е роден на 27 септември 1972 г. в Ливърпул, Ланкашър, Англия.
През 1991 г. започва работа като помощник сценарист за сериала „Шотландски боец“. Оттогава работи самостоятелно и с по-големия си брат Питър Бригс.
Първите му фентъзи романи „Съветът на злото“ от поредицата „Villain.net“ и „Възходът на героите“ от поредицата „Hero.com“ са публикувани през 2008 г.
Анди Бригс живее със семейството си в Южна Англия.

## Произведения

### Самостоятелни романи
- Drone Racer (2018)
- CTRL S (2019)

### Серия „Villain.Net“ (Villain.Net)
1. Council of Evil (2008)
Villain.net: Съветът на злото, изд.: „Егмонт България“, София (2011), прев. Мила Боянова
2. Dark Hunter (2008)
3. Power Surge (2009)
4. Collision Course (2010)

### Серия „Hero.Com“ (Hero.Com)
1. Rise of the Heroes (2008)
Hero.com: Възходът на героите, изд.: „Егмонт България“, София (2011), прев. Мила Боянова
2. Virus Attack (2008)
3. Crisis Point (2009)
4. Chaos Effect (2010)

### Серия „Ритуал“ (Ritual)
1. Ritual (2009)
2. The Resurrection (2015)

### Серия „Тарзан“ (Tarzan)
1. The Greystoke Legacy (2011)
2. The Jungle Warrior (2012)
3. The Savage Lands (2013)

### Серия „Ръбът“ (Edge)
1. Warrior Number One (2011)

### Серия „Шпионска игра: Полибий“ (Spy Quest: Polybius)
1. The Urban Legend (2015)

### Серия „Интентори“ (The Inventory)
1. Iron Fist
2. Gravity
3. Black Knight
4. Winter Storm

### Графични романи
- Kong: King of Skull Island Graphic Novel (2009) – с Джо Девито
- DinoCorps (2012)

### Документалистика
- How to Be an International Spy (2015)

### Екранизации
- 2002 Screaming Night – съсценарист
- 2009 Rise of the Gargoyles – ТВ филм
- 2009 Ghost Town – ТВ филм
- 2010 Dark Relic – ТВ филм, сценарист
- 2011 Blake: Double Identity – ТВ сериал, сценарист
- 2012 Експериментът Филаделфия, The Philadelphia Experiment – ТВ филм, сценарист
- 2013 Гробницата на дракона, Legendary: Tomb of the Dragon – сценарист, продуцент
- 2016 Crowhurst – съсценарист
- The Perfect Assassin – автор на сюжета, продуцент